# ウルマス
ウルマス（? - 1277年）は、モンゴル帝国に仕えたナイマン人の一人。『元史』における漢字表記は月里麻思(yuèlǐmásī)。

## 概要
ウルマスはナイマン部の出身で、1237年（丁酉）にオゴデイに命じられてシギ・クトクとともに華北地方の統治を任じられた。1238年（戊戌）、アジュル・バアトルとともにダルガチとされ、宿州を破った。
1241年（辛丑）、ウルマスは南宋へ和議の使者として派遣されたが、出発に当たり70人余りの従者に対し「我と汝らは命を奉じて南下するが、楚人（南宋民）は偽りが多い。たとえ死ぬことになったとしても、君命を辱めるな」と語ったという。淮河に至ると南宋の将軍がこれを迎え、ウルマスを脅して「汝の生死は我が手中にある。もし南宋に降るのならば官爵が与えられるが、そうでなければ必ず汝にとって貸になるであろう」と述べた。これを受けて、ウルマスは「不義（モンゴルを見限り南宋に降る）を行うよう誘うのならば、我は死を選ぶだけである」と述べ、ウルマスを降らせることはできなと見た南宋の将はウルマスを長沙県の飛虎寨で囚われた。36年後の1277年に亡くなった。
クビライはウルマスのことを深く悼み、ウルマスの子の忽都哈思にダルハンの地位を授けるとともに毎日糧食を家人に供給させるよう命じ、ウルマスの一族が生活に困らないよう計らった。忽都哈思はこれを受けてクビライに対し「臣も願わくば国のために死して、父の汚辱を雪ぎます」と申し出、クビライもこれを嘉納し均州監戦万戸の地位を授けた。その後、忽都哈思は招討使の地位を授けられて日本遠征に従軍し、1281年（至元18年）に遠征先で戦死した。